# Honda SH 125i
Der Honda SH 125i ist ein zweisitziger Motorroller mit flüssigkeitsgekühltem Einzylinder-Viertaktmotor von Honda. Die SH-Baureihe gibt es seit 1984. Das Modell SH 125 debütierte 2001, zusammen mit einer 150-Kubikzentimetervariante. In Europa entwickelte sich der Großradroller zum bestverkauften Zweiradfahrzeug überhaupt. 2005 folgte der SH 125i mit elektronischer PGM-FI-Kraftstoffeinspritzung. Mit dem SH Mode 125 erschien 2014 ein abgespecktes Modell auf dem europäischen Markt. Ab 2007 erschien noch ein SH300 bzw. SH350i.

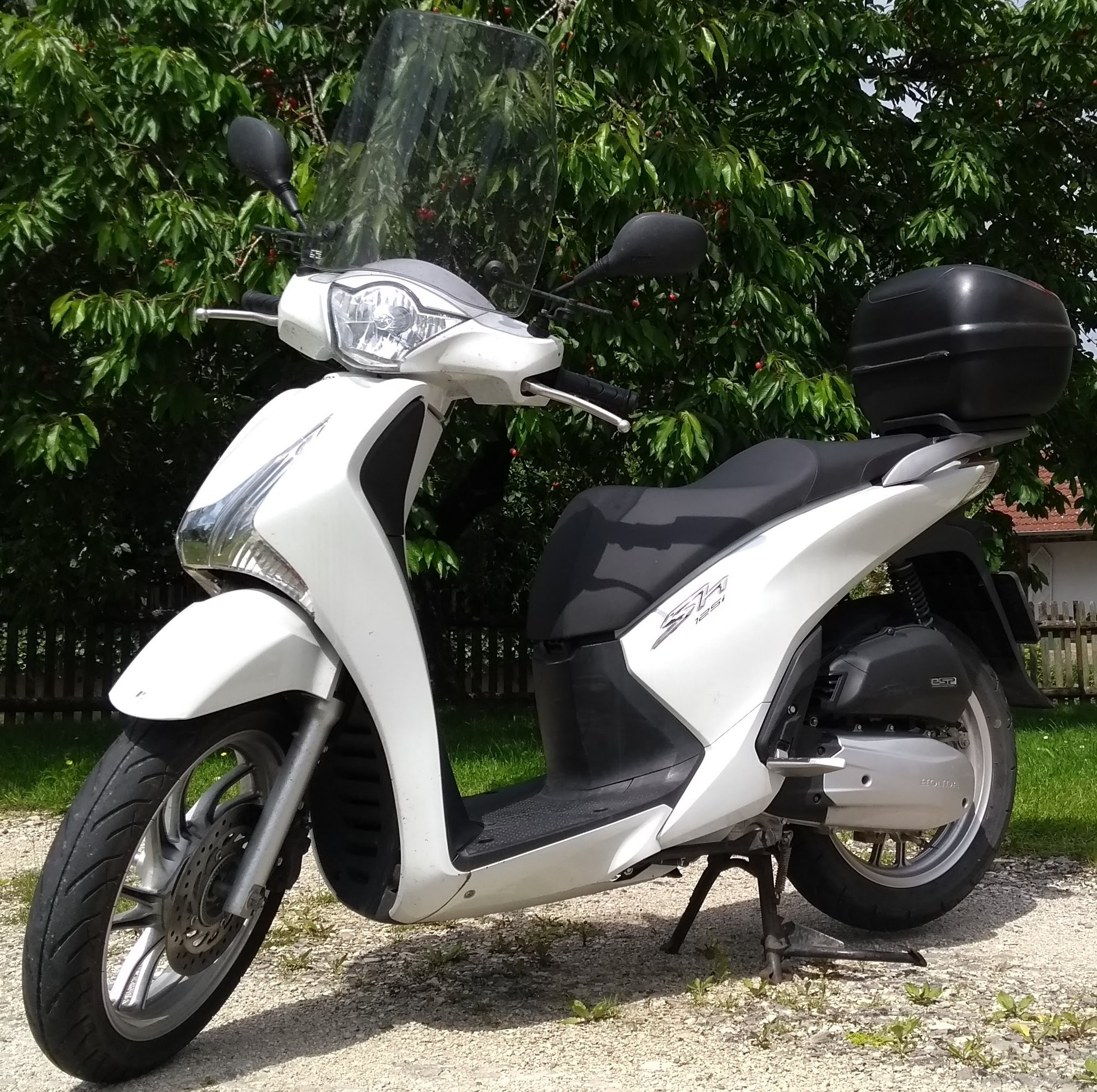
Honda SH 125i JF41 Baujahr 2013 Handelsname SH125AD

## Modelle

### 2001 bis 2006 SH 125 JF09
Technische Daten: 10,1 kW (13,7 PS)

Motor: flüssigkeitsgekühlter Viertakt-Ottomotor, Bezeichnung JF07E 
Gemischaufbereitung: Vergaser
Höchstgeschwindigkeit: 101 km/h
Eigengewicht: 130 kg
Zulässiges Höchstgewicht: 310 kg

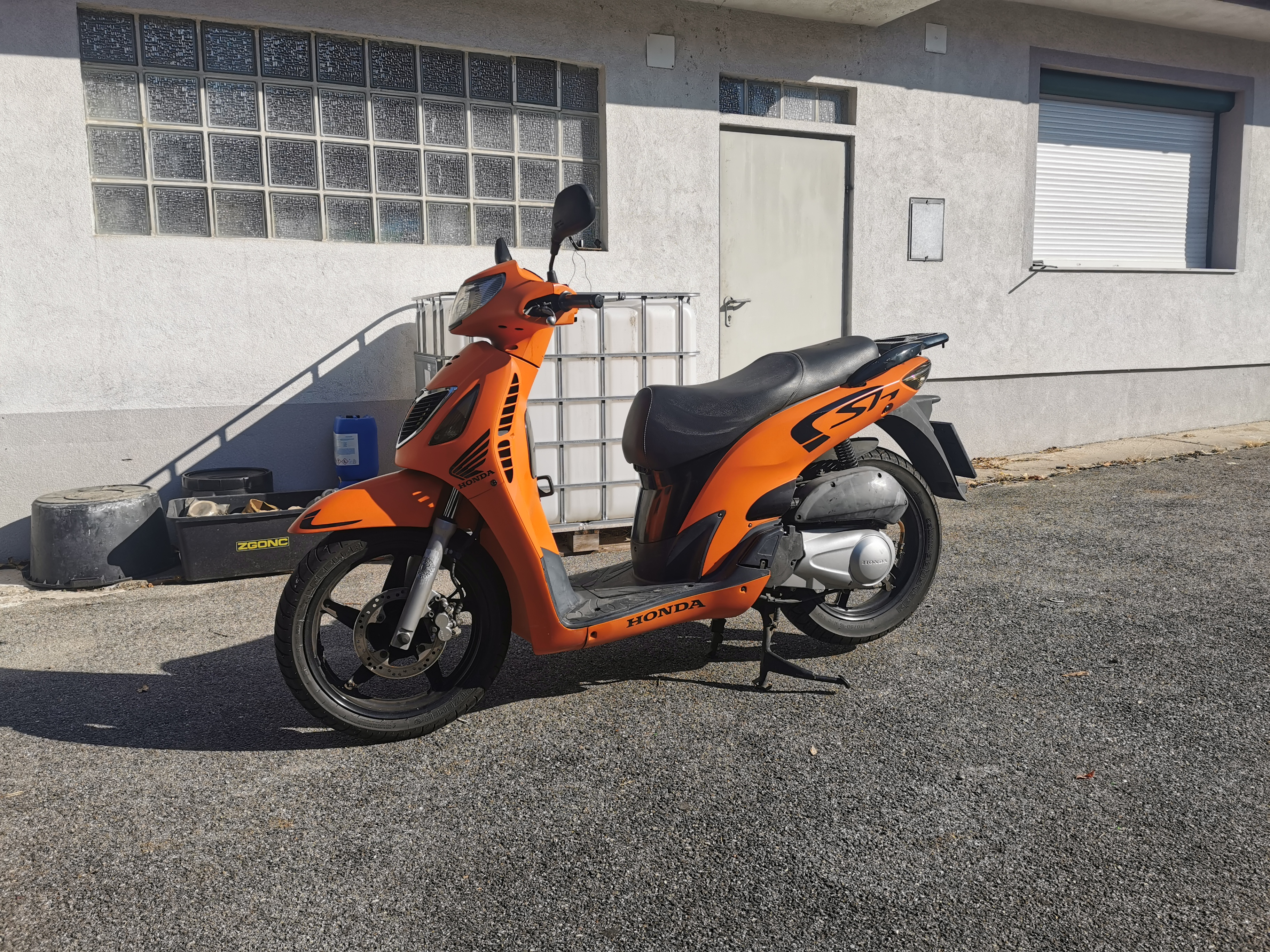
Honda SH 125 JF09 Bj. 2001-2005

Zündung: Hochspannungskondensatorzündung (CDI)
Starter: Elektrostarter
Getriebe: stufenlose Keilriemenautomatik
Endantrieb: Riemen
Felge vorne 16 x MT2.50
Felge hinten 16 x MT2.75
Bereifung vorne: 100/80-16 56L
Bereifung hinten: 100/80-16 57L
Ölvolumen: 0,9L
Verbrauch: 2,5—3,8 l / 100 km

### 2005 bis 2008 SH 125I JF14
Technische Daten:
| Motor                                | Flüssigkeitsgekühlter SOHC-Einzylinder-Viertaktmotor mit geregeltem Katalysator |
| Abgasnorm                            | EURO 3                                                                          |
| Bohrung × Hub in mm / Hubraum in cm³ | 52,4 × 57,8 / 125                                                               |
| Verdichtung                          | 11:1                                                                            |
| Gemischaufbereitung                  | PGM-FI Kraftstoffeinspritzung                                                   |
| Max. Leistung, kW (PS) bei min-1     | 10 (13,6) / 9000                                                                |
| Max. Drehmoment (Nm bei 1/min)       | 11,5 / 7250                                                                     |
| Zündung                              | CDI                                                                             |
| Starter                              | Elektrostarter                                                                  |
| Getriebe                             | stufenlose Keilriemenautomatik                                                  |
| Endantrieb                           | Riemen                                                                          |
| Länge (mm)                           | 2020                                                                            |
| Radstand (mm)                        | 1335                                                                            |
| Sitzhöhe (mm)                        | 790                                                                             |
| Tankinhalt (Liter)                   | 8                                                                               |
| Felgen vorne                         | 16 × MT2.50                                                                     |
| Felgen hinten                        | 16 × MT2.75                                                                     |
| Bereifung vorne                      | 100/80-16 56L                                                                   |
| Bereifung hinten                     | 120/80-16 57L                                                                   |
| Bremsen vorne                        | Single-CBS, 220-mm-Einscheibenbremse mit Doppelkolbenbremszange                 |
| Bremsen hinten                       | Single-CBS, 130-mm-Trommelbremse                                                |
| Trockengewicht (kg)                  | 126                                                                             |
| Zul. Gesamtgewicht                   | 313,7                                                                           |
| Höchstgeschwindigkeit (km/h)         | 101                                                                             |

### 2009 bis 2012 SH 125I JF23
Technische Daten:
MOTOR
- Typ – Flüssigkeitsgekühlter SOHC-Einzylinder-Viertaktmotor
- Hubraum – 125 cm³
- Bohrung × Hub – 52,4 × 57,8 mm
- Verdichtung – 11:1
- Max. Leistung – 10,1 kW (14 PS) / 9000 min−1 (95/1/EC)
- Max. Drehmoment – 11,5 Nm / 7.250 min−1 (95/1/EC)
- Leerlaufdrehzahl – 1500 min−1
- Ölvolumen – 1 Liter

KRAFTSTOFFSYSTEM
- Gemischaufbereitung – PGM-FI Elektronische Kraftstoffeinspritzung
- Drosselklappen-Ø – 26 mm
- Luftfilter – Papier-Filterkartusche
- Tankinhalt – 7,5 Liter

ELEKTRIK
- Zündsystem – Digitale Transistorzündung mit elektronischer Frühverstellung
- Zündkerze – CR8EH-9 (NGK); U24FER9 (DENSO)
- Starter – Elektrisch
- Batterie – 12 V / 6 Ah
- Lichtmaschine – 300 W
- Scheinwerfer – 12 V; 55 W × 1 (Abblendlicht) / 60 W × 1 (Fernlicht)

ANTRIEB
- Kupplung – Automatisch; Fliehkraftgesteuert
- Getriebe – V-Matic
- Übersetzungsverhältnis – 2,64 ~ 0,82
- Endübersetzung – 11,424
- Endantrieb – V-Riemen

RAHMEN
- Typ – Unterzugrahmen aus Stahlrohr

MASSE/GEWICHTE
- Abmessungen – (L×B×H) 2.025 × 728 × 1.230 mm³
- Radstand 1.335 mm
- Lenkkopfwinkel – 27°
- Nachlauf – 85 mm
- Sitzhöhe – 785 mm
- Bodenfreiheit – 150 mm
- Gewicht vollgetankt – 136 kg
- Max. Zuladung – 180 kg
- Zulässiges Gesamtgewicht – 316 kg

RADAUFHÄNGUNG
- Typ – Vorne 33 mm Teleskopgabel, Federweg 89 mm
- Hinten Antriebsschwinge mit zwei Federbeinen, 83 mm Federweg

RÄDER
- Typ – Vorne Aluminiumguss, 5 Speichen
- Hinten – Aluminiumguss, 5 Speichen
- Felgengröße – Vorne 16 × MT2.50 Hinten 16 × MT2.75
- Reifengröße – Vorne 100/80–16 50 (50P) Hinten 120/80–16 (60P)
- Luftdruck – Vorne 1,75 bar Hinten 2,25 bar

BREMSEN
- Typ – Vorne 240 mm × 4 mm Scheibenbremse, Dreikolben-Bremszange, gelochte Scheiben, Combined-Verbundbremsystem
- Hinten – 240 mm × 5 mm Scheibenbremse, EinkolbenBremszange, Combined-Bremssystem

### 2013 bis 2016 SH 125I JF41
Technische Daten:
| Motor                                | 1-Zylinder-4-Takt, flüssig gekühlt, SOHC, 2 Ventile, EFI, eine oben liegende Nockenwelle mit geregeltem Katalysator |
| Bohrung × Hub in mm / Hubraum in cm³ | 52,4 × 57,9 / 125                                                                                                   |
| Max. Leistung, kW (PS) bei min−1     | 8,7 (11,8) / 8500                                                                                                   |
| Max. Drehmoment (Nm bei 1/min)       | 11 / 6500 |
| Höchstgeschwindigkeit (km/h)         | 97 |
| Antrieb                              | CVT-Automatikgetriebe, Fliehkraftkupplung, Start-Stopp-Automatik                                                    |
| Tankinhalt (Liter)                   | 7,5 |
| Durchschnittsverbrauch (Liter)       | 2,1 |
| Reichweite (km)                      | 258 |
| Bremssystem vorne/hinten             | Scheibe 240 mm/Scheibe 240 mm, ABS                                                                                  |
| Abgasnorm                            | Euro 3 |
| Länge (mm)                           | 2030 |
| Breite (mm)                          | 740 |
| Höhe (mm)                            | 1150 |
| Sitzhöhe (mm)                        | 799 |
| Radstand (mm)                        | 1340 |
| Federweg vorne/hinten (mm)           | 89/83 |
| Trockengewicht (kg)                  | 130 |
| Gewicht fahrbereit (kg)              | 135 |
| Zuladung (kg)                        | 180 |
| Zul. Gesamtgewicht (kg)              | 315 |
| Bereifung vorne                      | 100/80 – 16M/C (50P)                                                                                                |
| Bereifung hinten                     | 120/80 – 16M/C (60P)                                                                                                |

### 2017 bis 2019 SH 125I JF68
Technische Daten:
Motor
- Bauart Flüssigkeitsgekühlter Einzylinder-Viertaktmotor
- Bohrung × Hub (in mm) 52,4 × 57,9
- Hubraum (in cm³) 125
- Verdichtung 11:1
- Gemischaufbereitung PGM-FI Benzineinspritzung
- Max. Leistung (kW (PS) bei min-1) 9 (12,2) / 8.500
- Max. Drehmoment (Nm bei min-1) 11,6 / 6.750
- Lichtmaschine 232 Watt
- Zündung Transistorzündung
- Starter Elektrostarter
- Höchstgeschwindigkeit (in km/h) 97

Kraftstoffverbrauch
- CO2 g/km kombiniert ab Euro 4 (g/km) 52 g/km
- Abgasverhalten Euro 4
- Benzinverbrauch (Liter pro 100 km (Honda Messwerte gem. WMTC)) 2,3 l/100 km

Kraftübertragung
- Getriebe Stufenlose Keilriemenautomatik
- Endantrieb Riemen
- Kupplung Fliehkraftkupplung

Abmessungen
- Lenkkopfwinkel 26°
- Länge × Breite × Höhe (in mm) 2.030 × 740 × 1.615
- Fahrwerk Stahlrohrrahmen mit Unterzug
- Tankinhalt (in Liter) 7,7
- Bodenfreiheit (in mm) 144
- Sitzhöhe (in mm) 799
- Nachlauf (in mm) 85,2
- Radstand (in mm) 1340
- Sitzplätze 2

Fahrwerk
- Felge vorne 16 × 2.50
- Felge hinten 16 × 2.75
- Bereifung vorne 100/80-16
- Bereifung hinten 120/80-16
- Radaufhängung vorne 33-mm-Teleskopgabel
- Radaufhängung hinten Schwinge, 2 Federbeine
- Federweg vorne (in mm) 89
- Federweg hinten (in mm) 83
- Bremse vorne ABS, 240-mm-Einscheibenbremse mit Doppelkolbenbremszange
- Bremse hinten ABS, 240-mm-Einscheibenbremse mit Einkolbenbremszange

Gewichte
- Gewicht vollgetankt (in kg) 137
- Max. Zuladung (in kg) 180
- Zul. Gesamtgewicht (in kg) 317

Instrumente & Elektronik
- Rücklicht LED
- Scheinwerfer LED
- Smart-Key-System
- Start/Stop-Automatik

### 2020 bis heute SH 125I SH125I/20 JF90
Technische Daten:
| Motor                                       |                                                                   |
| Bauart                                      | Flüssigkeitsgekühlter Einzylinder-Viertaktmotor mit vier Ventilen |
| Bohrung × Hub (in mm)                       | 53,5 × 55,4                                                       |
| Hubraum (in cm³)                            | 124,5                                                             |
| Verdichtung                                 | 11,5:1                                                            |
| Gemischaufbereitung                         | PGM-FI Benzineinspritzung                                         |
| Max. Leistung (kW (PS) bei min-1 (95/1/EC)) | 9,6 (13) / 8.250                                                  |
| Max. Drehmoment (Nm bei min-1 (95/1/EC))    | 12 / 6.000                                                        |
| Starter                                     | Elektrostarter                                                    |

| Kraftstoffverbrauch                                            |              |
| CO2 g/km kombiniert ab Euro 4 (g/km)                           | 50 g/km      |
| Abgasverhalten                                                 | Euro 5       |
| Benzinverbrauch (Liter pro 100 km (Honda Messwerte gem. WMTC)) | 2,2 l/100 km |

| Kraftübertragung |                                |
| Endantrieb       | Riemen                         |
| Getriebe         | Stufenlose Keilriemenautomatik |

| Abmessungen                   |                              |
| Lenkkopfwinkel                | 26°                          |
| Länge × Breite × Höhe (in mm) | 2.085 × 740 × 1.129          |
| Fahrwerk                      | Stahlrohrrahmen mit Unterzug |
| Tankinhalt (in Liter)         | 7                            |
| Bodenfreiheit (in mm)         | 142                          |
| Sitzhöhe (in mm)              | 799                          |
| Nachlauf (in mm)              | 85                           |
| Radstand (in mm)              | 1.353                        |

| Fahrwerk             |                                                        |
| Felge vorne          | 16 × 2,50                                              |
| Felge hinten         | 16 × 2,75                                              |
| Bereifung vorne      | 100/80-16                                              |
| Bereifung hinten     | 120/80-16                                              |
| Radaufhängung vorne  | 33 mm Teleskopgabel                                    |
| Radaufhängung hinten | Triebsatzschwinge, 2 Federbeine                        |
| Bremse vorne         | ABS, 240-mm-Einscheibenbremse mit Zweikolbenbremszange |
| Bremse hinten        | ABS, 240-mm-Einscheibenbremse mit Einkolbenbremszange  |

| Gewichte                    |     |
| Gewicht vollgetankt (in kg) | 138 |
| Max. Zuladung (in kg)       | 179 |
| Zul. Gesamtgewicht (in kg)  | 317 |

| Instrumente & Elektronik | |
| Instrumente & Elektronik | LC-Display und Smart Key-System, Traktionskontrolle Honda Selectable Torque Control (HSTC), Start-Stopp-Automatik |
| Rücklicht                | LED |
| Scheinwerfer             | LED |
| USB-Anschluss            | Ja |